# Callistemon viridiflorus
Callistemon viridiflorus är en myrtenväxtart som först beskrevs av Franz e Wilhelm Sieber och John Sims, och fick sitt nu gällande namn av Robert Sweet. Callistemon viridiflorus ingår i släktet lampborstar, och familjen myrtenväxter. Inga underarter finns listade i Catalogue of Life.